# Pierfranco Muraglia
Pierfranco Muraglia   (Caracas, 24 d'octubre de 1959), conegut com a Chicco Muraglia, és un antic pilot d'enduro italià de renom internacional durant les dècades del 1980 i 1990. Especialista en petites cilindrades, va ser tres vegades campió d'Europa de 80cc 2T i, un cop instaurat el Campionat del Món d'enduro, una vegada campió del món de la mateixa cilindrada. També va obtenir tres victòries individuals als Sis Dies Internacionals d'Enduro i sis Campionats d'Itàlia en 80cc.
Nascut a Caracas, Veneçuela, Muraglia ha residit sempre a Sanremo.

## Palmarès
- 1 Campionat del Món d'enduro 80cc 2T (1991, amb Kawasaki)
- 3 Campionats d'Europa d'enduro 80cc 2T (1983-1984 amb Accossato i 1989 amb TM)
- 3 Victòries de classe en 80cc als Sis Dies Internacionals d'Enduro (1982, 1985, 1990)
- 6 Campionats d'Itàlia d'enduro 80cc (1982, 1984-1985, 1989-1991)